# Muhammad Ashab Irfan
Muhammad Ashab Irfan (* 12. Juni 2004 in Lahore) ist ein pakistanischer Squashspieler.

## Karriere
Muhammad Ashab Irfan war im Juniorenbereich bereits sehr erfolgreich. Mit der Mannschaft erreichte er 2022 das Halbfinale der Weltmeisterschaften und wurde 2023 in Chennai mit ihr Asienmeister.
Seit 2021 spielt Irfan regelmäßig auf der PSA Squash Tour. Auf dieser gewann er bislang sechs Titel. Den ersten sicherte er sich in der Saison 2023/24 im April 2024 in Rochester und gewann kurz darauf im Juli in Houston bereits sein zweites Turnier auf der Tour. In der Saison 2024/25 folgten weitere Turniersiege in Denver, St. Louis und Adelaide. Seine höchste Platzierung in der Weltrangliste erreichte er mit Rang 57 am 21. April 2025.

## Erfolge
- Gewonnene PSA-Titel: 6